# Őszikék

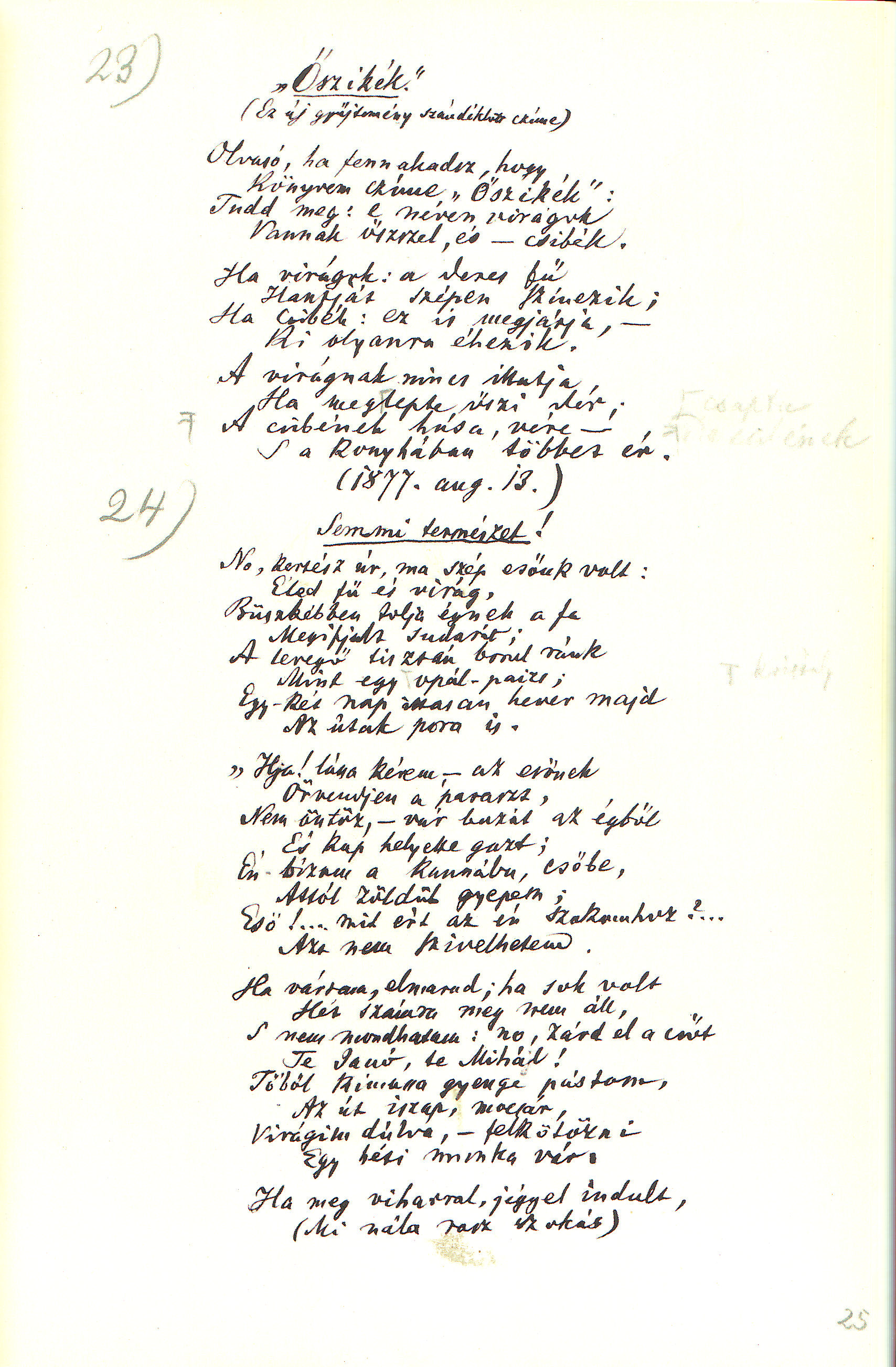
Arany János Kapcsos könyvének egy lapja a ciklus címadó versével

Az Őszikék Arany János kései versciklusa, maga nevezte így, feltehetően egy elterjedt kikericsfajta, az őszike (Colchicum autumnale) neve nyomán. Ez késő ősszel virágzik, szinte levéltelenül, csak a virág látszik, „…s gyakran úgy tetszik, mintha valaki leszaggatott puszta virágokat szurkált volna a száradó őszi fű közé … már a régiek is ismerték és efemeronnak (a. m. egy napra való v. múlékony) nevezték, s azt hitték róla, hogy a gumójától még aznap meg kell halni…” – írta róla Borbás Vince botanikus doktor a Pallas nagy lexikonában száz évvel ezelőtt.

## A „kapcsos könyv”
Arany kései lírája illetve életművének ezen korszakában keletkezett balladái az úgynevezett „kapcsos könyvben” maradtak fenn. Ez a „kapcsos könyv” a magyar irodalom egyik legkitüntetettebb szellemi és tárgyi emléke. A Gyulai Pál által 1856. augusztus 20-án Arany Jánosnak ajándékozott kéziratos könyv a Kisfaludy Társaság gyűjteményébe tartozott, majd annak megszüntetése után, 1953-ban került mai helyére. Így ma a Magyar Tudományos Akadémia Könyvtár és Információs Központ Kézirattára őrzi K. 510. jelzet alatt. (Érdekesség, hogy ma a kézirattár az egykori „főtitkári lak” szobáit használja, ahol annak idején Arany is lakott. A kéziratok tehát ott születtek, ahová később, némi kalandozás után megőrzés céljából kerültek.)
A kapcsos könyv egy B/5-öshöz hasonló méretű egyedi bőrkötésű könyv, amely ma 179, részben számozott lapot tartalmaz. Eredetileg talán 200 lapos lehetett, de még feltehetően Arany kitépett/kivágott tucatnyi lapot. Ma az első 45 lapon található Arany kezeírása és az utolsón néhány töredék. Az Arany kezeírását tartalmazó összes oldal megtekinthető a fakszimilékben, illetve a Magyar Elektronikus Könyvtár hivatkozott elektronikus kiállításán. Mondhatjuk, hogy a könyvecske nagy kulturális becsét az is bizonyítja, hogy az elmúlt fél évszázadban három ún. hasonmás kiadás a is megjelent: 1962-ben Sőtér István utószavával és Sáfrán Györgyi jegyzeteivel, majd Keresztury Dezső tanulmányával 1977-ben és 1982-ben is. Az első ezek közül szürkeárnyalatos képek formájában tartalmazza a könyv lapjait, az utóbbi két kiadás már színes, de ezzel együtt is a fakszimilék technikailag nem túl jól sikerültek. A kapcsos könyv hasonmását a Kossuth Kiadó 2017-ben, igen jó, színes minőségben ismét megjelentette, a szövegek nyomtatott átiratát is közölve, Kokas Károly tanulmányával.(ISBN 9789630990974)

## A ciklus

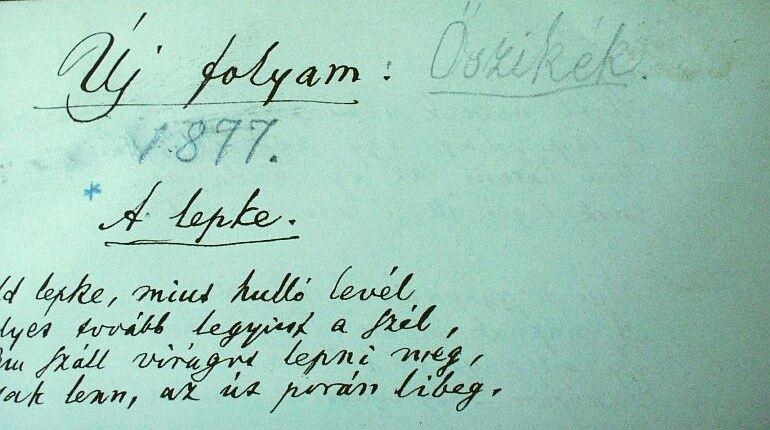
A ciklus eleje a Kapcsos könyvben

Az akadémiai kézirattárban eredetiben vagy az említett hasonmás kiadásokban bárki megnézheti a bejegyzést: „Arany Jánosnak. Aug. 20. 856. Gyulai Pál.” A költő örült a kis, lezárható bőrkötésű könyvnek, el is kezdte bemásolni a Szondi két apródját. Ezekben az években gyakran jegyez bele: még hat vers került ide 1856-ban ill. 1857-ben, közöttük egy vígballada, a Pázmán lovag. Az 1865 és 1871 közötti időszakban megint ennyi beírás van, magánéleti kudarcainak emlékei (akadémiai keservei, Juliska betegsége és halála stb.) Majd sok évig semmi. 1877-ben aztán új lap és új cím: Új folyam. Alatta ceruzával a lírai újrakezdés dátuma s mellette, ugyancsak ceruzával, egészen halványan, a ciklus címe: Őszikék.

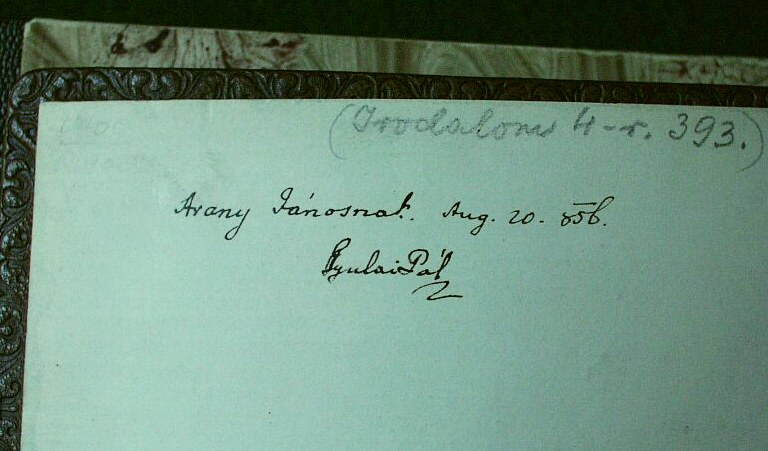
Gyulai Pál bejegyzése Arany Kapcsos könyvében

A kézirat még 56 verset tartalmaz. Az  egy Aj-baj! korábbi, a többi gondosan, napra datált, tehát 1877. július 3. és 1880. december 10. között születtek. A ciklushoz tehát 55 új és egy régebbi verset sorolhatunk.
Arany eredetileg nem gondolt kiadásra, később – talán Gyulai Pál unszolására mégis foglalkozni kezdett a gondolattal, ezt mutatják a címek mellé tett kék ceruzás csillagok ill. ceruzás számok. 1880. február körül – úgy tűnik – Arany feladta a kötetkiadás tervét, mert az utolsó négy darabot már nem számozta meg. Így az ekkoriban készülő Összes Munkákba csak az a 15 vers került be az Őszikékből, amelyeket barátai kikönyörögtek a költőtől. A többi vers csak a költő halála  után, az Arany László-féle kiadásban jelenik majd meg.

## Irodalmi jelentősége

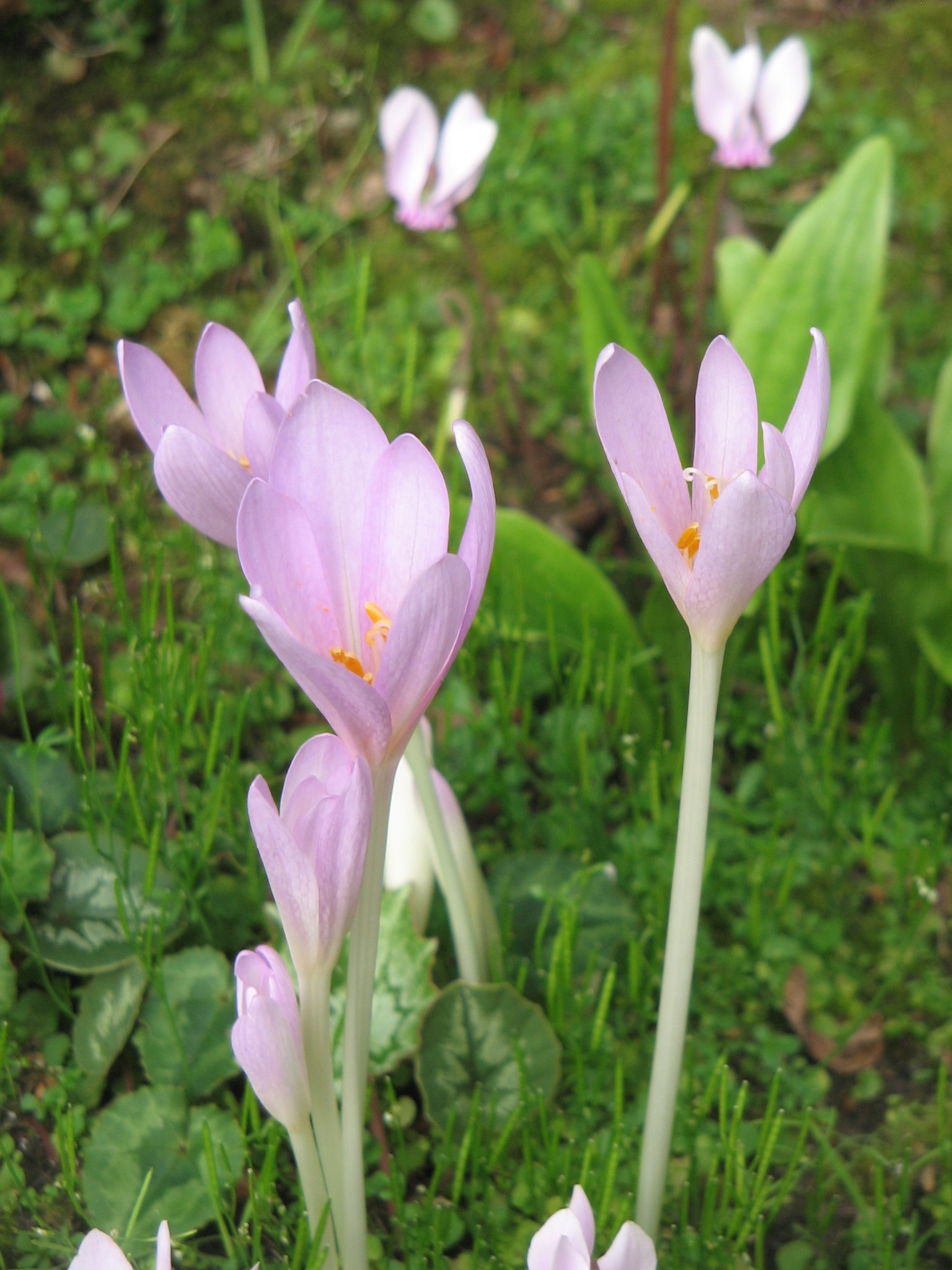
A ciklus „névadója”, az őszike (Colchicum autumnale)

Noha Arany János irodalmi nagysága és megbecsültsége soha nem képezte vita tárgyát a magyar irodalomtörténet-írásban, költészetének, pályájának értékelése, értelmezése annál inkább. Közhely számba megy, hogy míg a kortársak és közvetlen túlélők nemzedéke Aranyban elsősorban az epikus költőt látta, addig a Nyugat első nemzedéke szinte programszerűen „fedezte fel” magának a lírikus Aranyt. Természetesen az „Őszikék” ciklus megítélése is változott az idők folyamán. De az értelmezés azon lehetősége, hogy ezek az öregkori versek a modern magyar költészet születésének pillanatait jelenthetik, mindig fel-felbukkan.

## Külső hivatkozások
- A Kapcsos könyv az MTA KIK REAL-MS repozitóriumában, színesben, igen jó felbontásban
- Arany János.lap.hu – Linkgyűjtemény
- Az ELTE webes összeállítása (az Arany János pályaképen belül)
- A Zanza TV két oktató videója
- Kokas Károly – Tóth Margit: Őszikék – Elektronikus kiállítás a Magyar Elektronikus Könyvtárban, amely bemutatja a Kapcsos könyvet, közli a teljes ciklust, megadja történetét, és elemzi a teljes keletkezési környezetet, valamint hozza a leghíresebb értelmezéseket is. A kiállítást több száz kép illusztrálja.
- Hász-Fehér Katalin előadása Arany Őszikék ciklusáról, az  SZTE Szabadegyetem sorozatában
- Szmeskó Gábor:  Az Őszikék megjelenése és korai recepciója = Irodalomtörténeti Közlemények, 2016. CXX. 5. sz.
- Kokas Károly: A könyv meséje - Kísérő tanulmány a Kapcsos könyv 2017-es (Kossuth) kiadásához.